# Hebräisches Herzlia-Gymnasium
Das Hebräische Herzlia-Gymnasium (hebräisch הַגִּימְנַסְיָה הָעִבְרִית הֶרְצְלִיָּה ha-Gīmnasjah haʿIvrīt Herzlijja, auch bekannt als Gymnasia Herzliya, Herzliya-Gymnasium), ursprünglich haGimnasja haʿIvrit (Hebräisches Gymnasium), ist ein traditionsreiches Gymnasium in Tel Aviv.

## Geschichte
Die Schule wurde am 22. Oktober 1905 im damals osmanischen Jaffa gegründet. Dies war das erste hebräische Gymnasium der Stadt. Das Gymnasium sollte schon bald in den am 11. April 1909 gegründeten Vorort Achusat Bajit ziehen, das 1910 in Tel Aviv umbenannt wurde. Das moderne, bildungsaffine Tel Aviv räumte dieser Stätte humanistischer Bildung den prominentesten Platz in seinem Zentrum ein, nämlich ortsprägend am Nordende der Hauptstraße Rechov Herzl. Am 28. Juli 1909 legten die Beteiligten den Grundstein für den Neubau des Gymnasiums. 

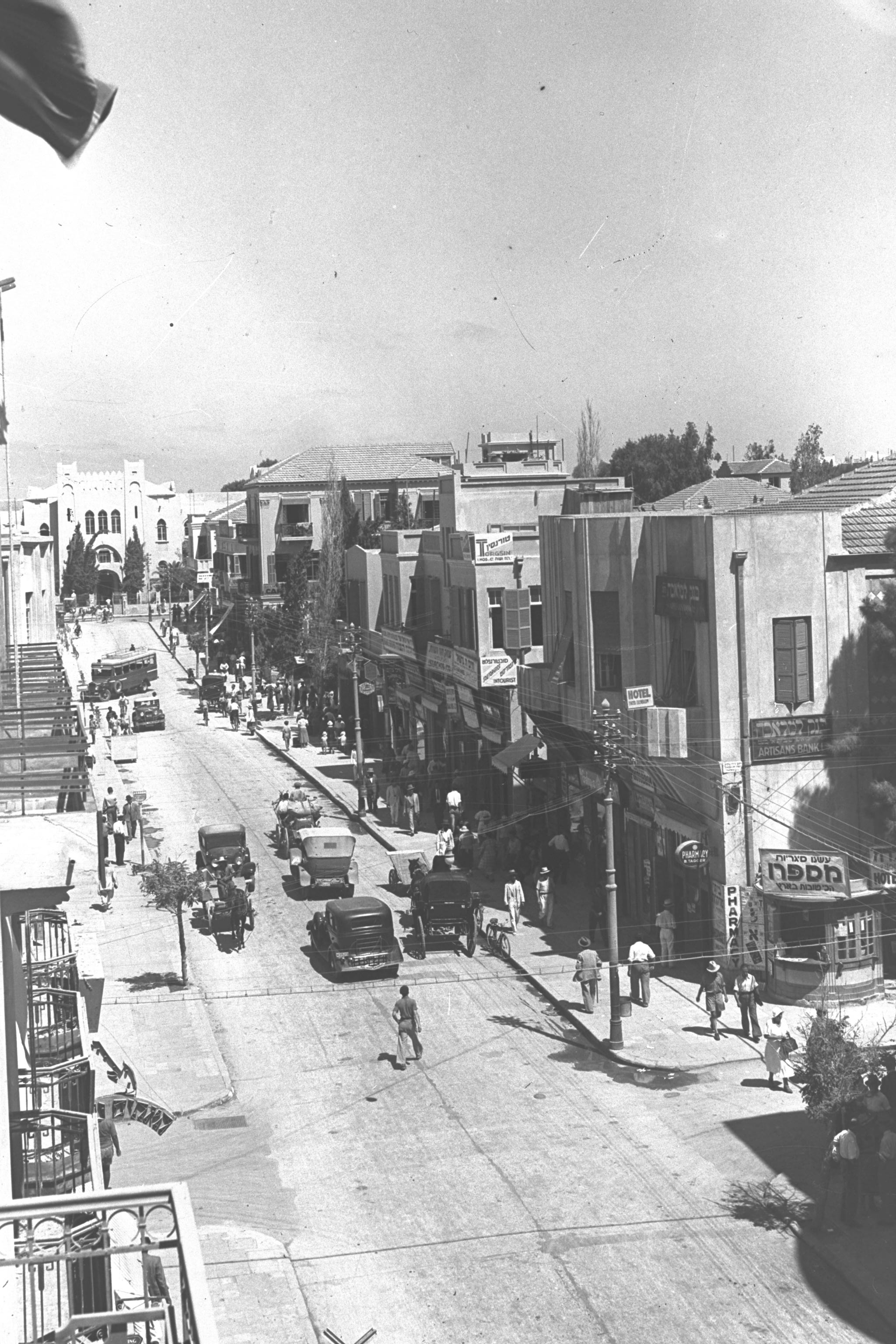
Blick nordwärts durch den Rechov Herzl aufs Gymnasium, 1. Juni 1934

Der Ingenieur und Architekt Joseph Barski und der Künstler Boris Schatz entwarfen das Gebäude im maurischen Stil; inspiriert von Beschreibungen des Jerusalemer Tempels Salomos. Der herausragende, auffällige Schulneubau erfüllte die Erwartungen als zentraler Blickfang und Landmarke Tel Avivs. Am 26. Oktober 1910 bezog die Schule den Neubau in Tel Aviv.
Das Bauwerk war bis 1962 ein bedeutendes Wahrzeichen Tel Avivs; in diesem Jahr wurde das Gebäude für den Bau des Schalom-Meʾir-Turms niedergerissen. Dem Abriss der Schule folgte eine weitverbreitete Aufmerksamkeit für die Wichtigkeit der Erhaltung historischer Wahrzeichen. Die Gesellschaft für Bewahrung israelischen Bauerbes wurde im Jahr 1980 teilweise auch als Reaktion auf das Schicksal des Gebäudes des Hebräischen Herzlia-Gymnasiums gegründet und die Silhouette des abgerissenen Baus dient als Signet der Gesellschaft, z. B. bei Erklärungstafeln an Baudenkmalen.
An ihrem heutigen Standort in der Jabotinsky-Straße dient sie als sechsjährige Sekundarschule. Der moderne Campus wird durch ein Tor betreten, das eine gusseiserne Nachbildung der Fassade des Bauwerks von 1909 darstellt; das Tor wurde 2006 installiert und durch Spenden finanziert.

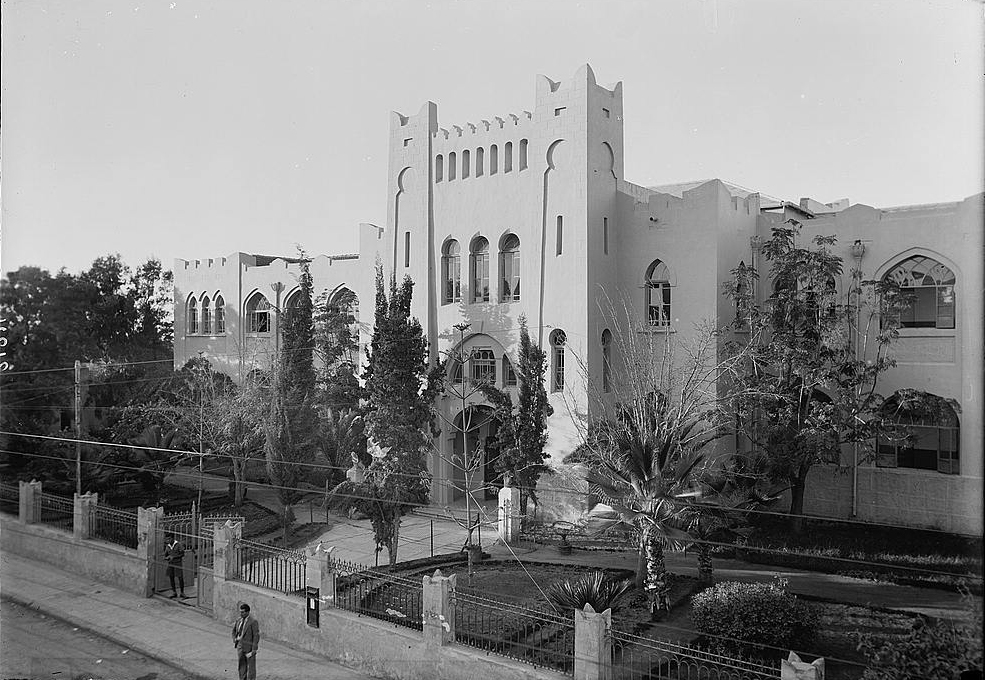
Ursprünglicher Bau des Gymnasiums (Aufnahme zwischen 1920 und 1933)

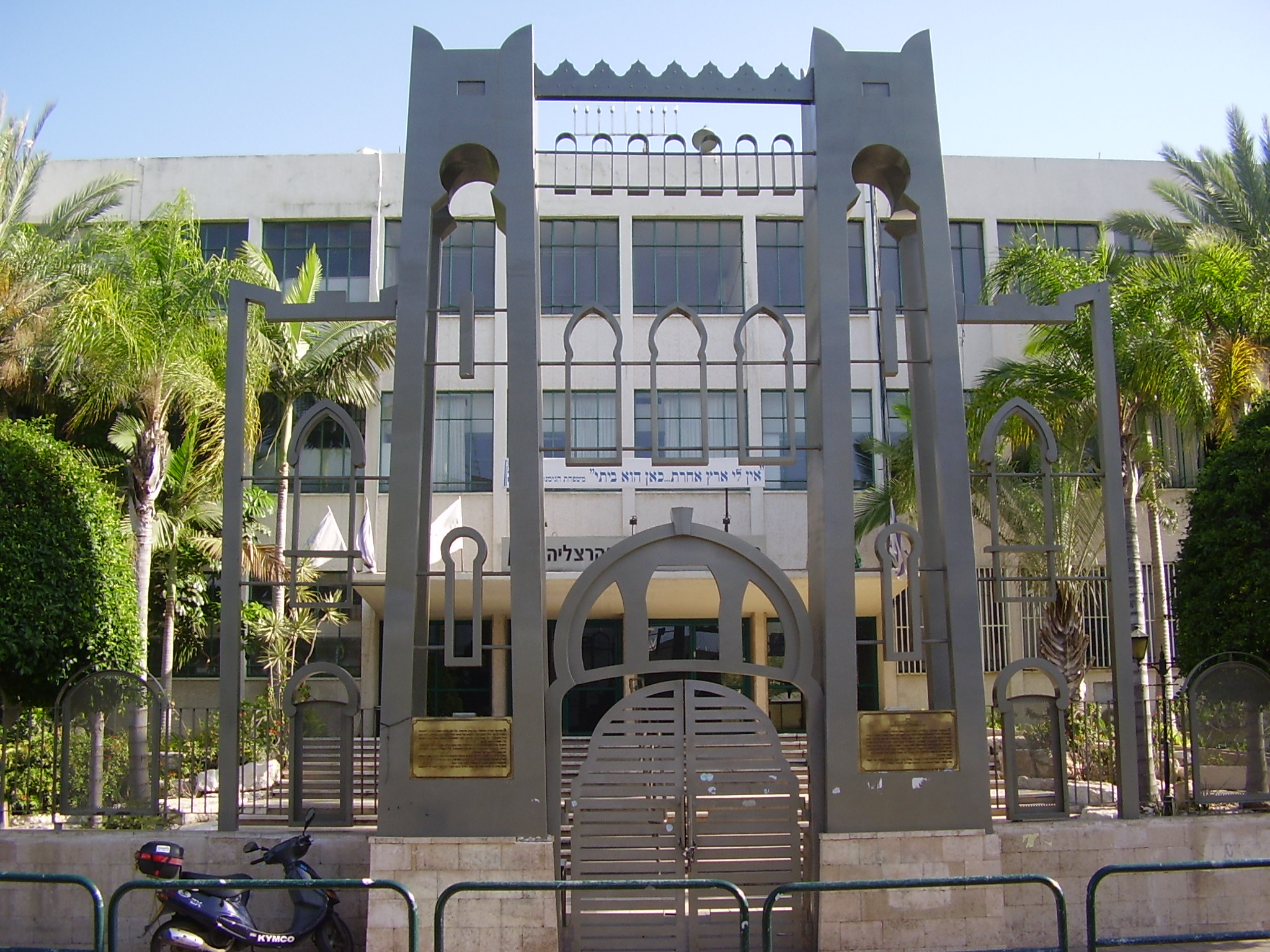
Tor des heutigen Herzlia-Gymnasiums

## Schulleiter
Unter den Schulleitern befanden sich einige in Israel prominente Persönlichkeiten, so unter anderem:
- Ben Zion Mossinson
- Chaim Boger (Bograschov) (1876–1963), Pädagoge und Politiker
- Baruch Ben-Jehuda
- Carmi Jogev
- Ron Huldai (* 1944), Politiker

## Namhafte Lehrer
- Josef Chaim Brenner (1881–1921), Schriftsteller
- Saul Tschernichowski (1875–1943), Dichter

## Namhafte Absolventen
- Natan Alterman (1910–1970), Schriftsteller[6]
- Jossi Beilin (* 1948), Journalist und Politiker der Partei ʿAvoda
- Aron Brand, kinderärztlicher Kardiologe
- Elijahu Golomb (1893–1945), Gründer und Leiter der Hagana
- Ron Chuldai (* 1944), Bürgermeister von Tel Aviv (seit 1998)
- Jacob M. Landau (1924–2020), Orientalist und Nahostexperte
- Aharon Megged (1920–2016), Schriftsteller[4]
- Juval Neʾeman (1925–2006), Physiker[4]
- Mosche Scharett (1894–1965), zweiter israelischer Premierminister (1954–1955)
- Avraham Shlonsky (1900–1973), Dichter[4]
- Moshé Feldenkrais (1904–1984), Judolehrer, Wissenschaftler, Begründer der Feldenkrais-Methode